# Liste der Stolpersteine in Amberg

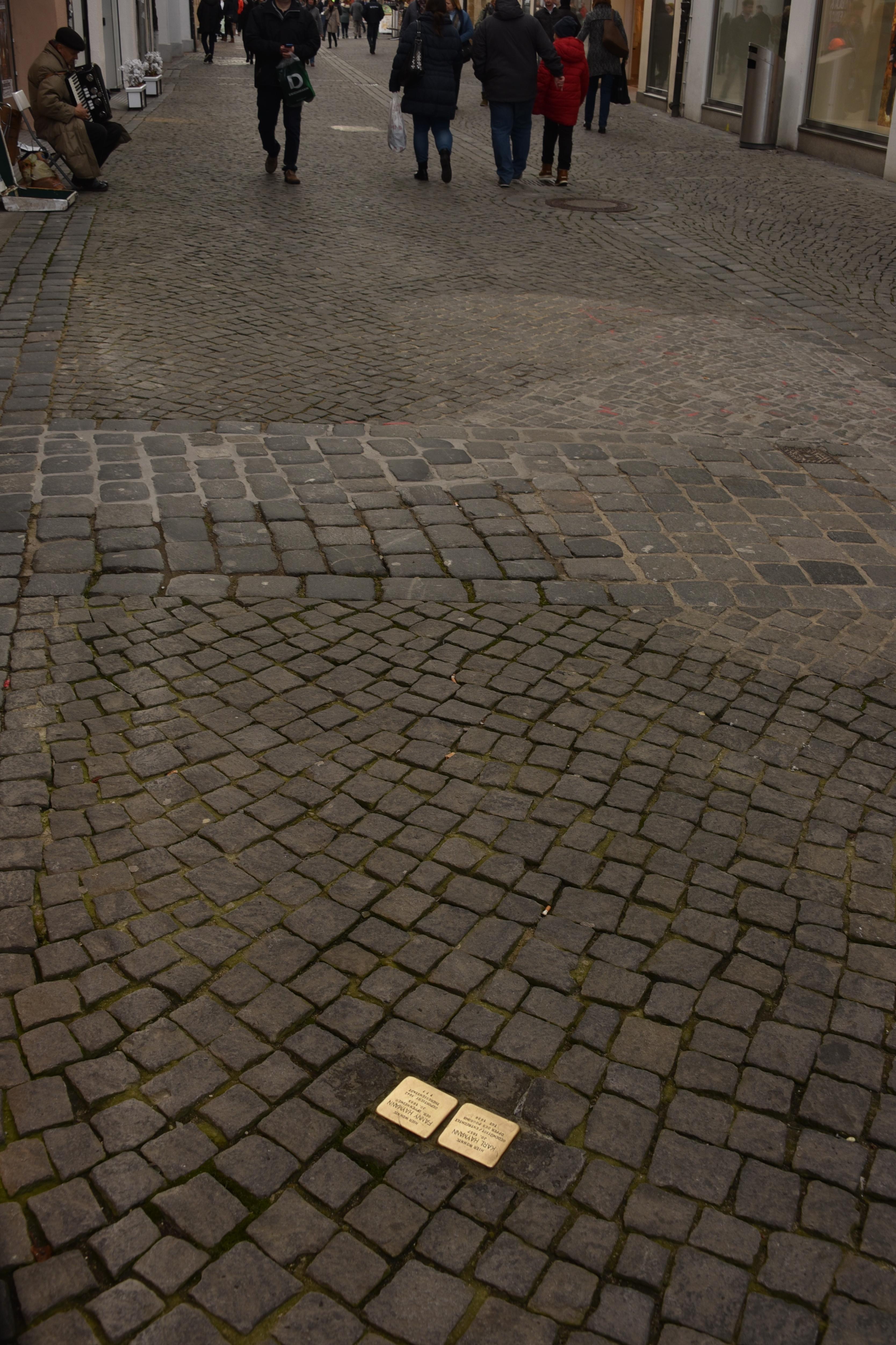
Stolpersteine in Amberg

Die Liste der Stolpersteine in Amberg enthält die Stolpersteine, welche im Rahmen des gleichnamigen Kunstprojekts von Gunter Demnig in Amberg verlegt wurden. Mit ihnen soll den Opfern des Nationalsozialismus gedacht werden, die in Amberg lebten und wirkten. Sie liegen im Regelfall vor dem letzten selbst gewählten Wohnsitz der Opfer.

## Liste der Stolpersteine
In Amberg wurden bisher 15 Stolpersteine an 7 verschiedenen Adressen verlegt.

Die Tabelle ist teilweise sortierbar; die Grundsortierung erfolgt alphabetisch nach dem Familiennamen.
| Stolperstein      | Inschrift                                                                                           | Verlegeort                    | Name, Biografie                                                       |
| ----------------- | --------------------------------------------------------------------------------------------------- | ----------------------------- | --------------------------------------------------------------------- |
| weitere Bilder \| | HIER WOHNTE ERNST BLOCH JG. 1890 VERHAFTET 1938 DACHAU SCHICKSAL UNBEKANNT                          | Schlachthausstraße 12 (bei) · | Ernst Bloch (* 1890), am 01. Februar 1945 für tot erklärt             |
| weitere Bilder \| | HIER WOHNTE ROSA BLOCH GEB. SCHWARZ JG. 1879 DEPORTIERT 1942 THERESIENSTADT ERMORDET 1944 AUSCHWITZ | Schlachthausstraße 12 (bei) · | Rosa Bloch, geb.Schwarz (* 1893), am 01. Februar 1945 für tot erklärt |
| weitere Bilder \| | HIER WOHNTE ILSE GERDA FUNKENSTEIN JG. 1923 SCHICKSAL UNBEKANNT                                     | Schlachthausstraße 8 ·        | Ilse Gerda Funkenstein (1923–?)                                       |
| weitere Bilder \| | HIER WOHNTE PAULA FUNKENSTEIN GEB. ECKSTEIN JG. 1896 DEPORTIERT 1942 ERMORDET IN AUSCHWITZ          | Schlachthausstraße 8 ·        | Paula Funkenstein, geb.Eckstein (1896–?)                              |
| weitere Bilder \| | HIER WOHNTE ROLF HERBERT LEO FUNKENSTEIN JG. 1927 DEPORTIERT 1942 ERMORDET IN AUSCHWITZ             | Schlachthausstraße 8 ·        | Rolf Herbert Leo Funkenstein (1927–?)                                 |
| weitere Bilder \| | HIER WOHNTE SIEGFRIED FUNKENSTEIN JG. 1884 FLUCHTVERSUCH 1935 AUF DER FLUCHT ERSCHOSSEN 1935        | Schlachthausstraße 8 ·        | Siegfried Funkenstein (1884–1935)                                     |
| weitere Bilder \| | HIER WOHNTE FANNY HAYMANN GEB. OPPENHEIMER JG. 1865 DEPORTIERT 1942 THERESIENSTADT ?                | Georgenstraße 5 ·             | Fanny Haymann, geb. Oppenheimer (1865–1942)                           |
| weitere Bilder \| | HIER WOHNTE KARL HAYMANN JG. 1857 GEDEMÜTIGT / ENTRECHTET OPFER DES POGROMS TOT 1939                | Georgenstraße 5 ·             | Karl Haymann (1857–1939)                                              |
| weitere Bilder \| | HIER WOHNTE JAKOB KIRSCHBAUM JG. 1878 DEPORTIERT 1942 AUSCHWITZ FLUCHT IN DEN TOD                   | Regensburger Straße 3 ·       | Jakob Kirschbaum (1878–1842)                                          |
| weitere Bilder \| | HIER WOHNTE GUSTAV SPINGER JG. 1895 VERHAFTET 1938 DACHAU SCHICKSAL UNBEKANNT                       | Löffelgasse 7 ·               | Gustav Spinger (1895–?)                                               |
| weitere Bilder \| | HIER WOHNTE ERNA STRAUSS GEB. WEINSCHENK JG. 1899 DEPORTIERT 1943 AUSCHWITZ FLUCHT IN DEN TOD       | Georgenstraße 8 ·             | Erna Strauss, geb. Weinschenk (1899–1943)                             |
| weitere Bilder \| | HIER WOHNTE ADOLF ZECHERMANN JG. 1876 VERHAFTET 1938 DACHAU DEPORTIERT 1942 ERMORDET IN PIASKI      | Salzgasse 5 ·                 | Adolf Zechermann (1876–?)                                             |
| weitere Bilder \| | HIER WOHNTE ERNA FANNY ZECHERMANN JG. 1909 VERSTECKT ÜBERLEBT                                       | Salzgasse 5 ·                 | Erna Fanny Zechermann (* 1909)                                        |
| weitere Bilder \| | HIER WOHNTE KURT EMANUEL ZECHERMANN JG. 1907 VERSTECKT ÜBERLEBT                                     | Salzgasse 5 ·                 | Kurt Emanuel Zechermann (* 1907)                                      |
| weitere Bilder \| | HIER WOHNTE MARTHA ZECHERMANN GEB. STRAUSS JG. 1882 DEPORTIERT 1942 PIASKI ?                        | Salzgasse 5 ·                 | Martha Zechermann, geb.Strauss (1882–?)                               |

## Verlegedatum
Die Stolpersteine in Amberg wurden von Gunter Demnig am 21. März 2012 verlegt.